# Per Pedersen
Per Werner Pedersen (ur. 30 marca 1969 w Aalborgu) – były duński piłkarz występujący na pozycji napastnika.

## Kariera klubowa
Pedersen zawodową karierę rozpoczynał w 1987 roku w klubie Odense BK. W 1989 roku zdobył z nim mistrzostwo Danii. W 1991 roku został graczem zespołu Lyngby BK. W 1992 roku zdobył z nim mistrzostwo Danii. W 1994 roku drużyna Lyngby BK zmieniła nazwę na Lyngby FC. Pedersen spędził tam w sumie 4 lata. W 1995 roku wrócił do Odense, gdzie tym razem występował przez 1,5 roku.
Na początku 1997 roku za 2,5 miliona funtów został sprzedany do angielskiego Blackburn Rovers. W Premier League zadebiutował 22 lutego 1997 roku w zremisowanym 0:0 pojedynku z Liverpoolem. 5 marca 1997 roku w zremisowanym 1:1 spotkaniu z Chelsea strzelił pierwszego gola w Premier League.
W październiku 1997 roku Pedersen został wypożyczony do niemieckiej Borussii Mönchengladbach. W Bundeslidze pierwszy mecz zaliczył 25 października 1997 roku przeciwko Bayerowi 04 Leverkusen (2:2). 19 grudnia 1997 roku w wygranym 4:2 pojedynku z Herthą Berlin zdobył pierwszą bramkę w Bundeslidze. W Borussii grał do końca sezonu 1997/1998.
Latem 1998 roku Pedersen podpisał kontrakt z francuskim RC Strasbourg. Po roku spędzonym w tym klubie, ponownie został graczem Odense. W 2001 roku zakończył tam karierę.

## Kariera reprezentacyjna
Pedersen jest byłym reprezentantem Danii U-19 oraz U-21. W pierwszej reprezentacji Danii zadebiutował 12 czerwca 1991 roku w przegranym 0:2 towarzyskim meczu z Włochami. 9 listopada 1996 roku w wygranym 1:0 towarzyskim pojedynku z Francją strzelił pierwszego gola w kadrze. W latach 1991–1997 w drużynie narodowej rozegrał w sumie 6 spotkań i zdobył 2 bramki.